# Eulasia pareyssei
Eulasia pareyssei är en skalbaggsart som beskrevs av Gaspard Auguste Brullé 1832. Eulasia pareyssei ingår i släktet Eulasia och familjen Glaphyridae. Inga underarter finns listade i Catalogue of Life.